# Liga MX Sub-18
La Liga MX Sub-19 también conocida simplemente como Liga Bancomer BBVA Sub-19 por motivos de patrocinio, es la categoría masculina Sub-19 (anteriormente Sub-18) de la Primera División de México. Incluye los equipos juveniles de los dieciocho clubes que actualmente juegan en la Primera División de México también conocida simplemente como Liga MX. Los torneos son organizados por la Federación Mexicana de Fútbol Asociación. Se juegan dos torneos cortos por ciclo anual futbolístico (cada uno con su campeón) denominados Apertura y Clausura (en ese orden). El campeonato se define por medio de una fase final posterior a cada fase regular, conocida como liguilla; clasifican a ella los ocho primeros lugares de la tabla general.

## Participantes

### Temporada 2024-25
| Equipos de la temporada 2024-25 |                       |
| Equipo                          | Ciudad                |
| Club América Sub-19             | Ciudad de México      |
| Atlas F. C. Sub-19              | Guadalajara           |
| Atlético de San Luis Sub-19     | San Luis Potosí       |
| C. D. Cruz Azul Sub-19          | Ciudad de México      |
| C. D. Guadalajara Sub-19        | Guadalajara           |
| Club León Sub-19                | León de Los Aldama    |
| F. C. Juárez Sub-19             | Ciudad Juárez         |
| Mazatlán F. C. Sub-19           | Mazatlán              |
| C. F. Monterrey Sub-19          | Monterrey             |
| Club Necaxa Sub-19              | Aguascalientes        |
| C. F. Pachuca Sub-19            | Hidalgo               |
| Club Puebla Sub-19              | Puebla de Zaragoza    |
| Querétaro F. C. Sub-19          | Santiago de Querétaro |
| Santos Laguna Sub-19            | Torreón               |
| Tigres de la UANL Sub-19        | Monterrey             |
| Club Tijuana Sub-19             | Tijuana               |
| Deportivo Toluca F. C. Sub-19   | Toluca                |
| Universidad Nacional Sub-19     | Ciudad de México      |

## Historial
A continuación se muestra el listado de campeonatos:
| Temporada           | Campeón                                             | Resultado                                           | Subcampeón                                          |
| Liga BBVA MX Sub-17 | Liga BBVA MX Sub-17                                 | Liga BBVA MX Sub-17                                 | Liga BBVA MX Sub-17                                 |
| ------------------- | --------------------------------------------------- | --------------------------------------------------- | --------------------------------------------------- |
| 2009-10             | Atlas F.C. Sub-17                                   | –                                                   | C.F. Monterrey Sub-17                               |
| Apertura 2010       | Atlas F.C. Sub-17                                   | 7-3                                                 | C.D. Guadalajara Sub-17                             |
| Clausura 2011       | Atlas F.C. Sub-17                                   | 8-4                                                 | C.D. Guadalajara Sub-17                             |
| Apertura 2011       | C.D. Guadalajara Sub-17                             | 8-2                                                 | Tecos F.C. Sub-17                                   |
| Clausura 2012       | C.D. Guadalajara Sub-17                             | 9-5                                                 | Atlas F.C. Sub-17                                   |
| Apertura 2012       | C.F. Pachuca Sub-17                                 | 6-3                                                 | Santos Laguna Sub-17                                |
| Clausura 2013       | C.F. Pachuca Sub-17                                 | 2-1                                                 | Club América Sub-17                                 |
| Apertura 2013       | C.D. Guadalajara Sub-17                             | 4-3                                                 | C.F. Pachuca Sub-17                                 |
| Clausura 2014       | C.D. Guadalajara Sub-17                             | 3-1                                                 | Atlas F.C. Sub-17                                   |
| Apertura 2014       | C.F. Monterrey Sub-17                               | 4-2                                                 | Santos Laguna Sub-17                                |
| Clausura 2015       | Club América Sub-17                                 | 3-2                                                 | C.F. Pachuca Sub-17                                 |
| Apertura 2015       | Santos Laguna Sub-17                                | 6-3                                                 | C.F. Pachuca Sub-17                                 |
| Clausura 2016       | C.F. Pachuca Sub-17                                 | 8-2                                                 | Santos Laguna Sub-17                                |
| Apertura 2016       | C.D. Guadalajara Sub-17                             | 1-0                                                 | C.F. Monterrey Sub-17                               |
| Clausura 2017       | C.F. Monterrey Sub-17                               | 4-2                                                 | UNAM Sub-17                                         |
| Apertura 2017       | Santos Laguna Sub-17                                | 1-1 (5-4)                                           | UNAM Sub-17                                         |
| Clausura 2018       | Santos Laguna Sub-17                                | 4-3                                                 | C.F. Pachuca Sub-17                                 |
| Apertura 2018       | Club América Sub-17                                 | 3-0                                                 | Tigres UANL Sub-17                                  |
| Clausura 2019       | UNAM Sub-17                                         | 7-4                                                 | Atlas F.C. Sub-17                                   |
| Apertura 2019       | C.D. Guadalajara Sub-17                             | 3-2                                                 | C.F. Pachuca Sub-17                                 |
| Clausura 2020       | Torneo finalizado debido a la pandemia del COVID-19 | Torneo finalizado debido a la pandemia del COVID-19 | Torneo finalizado debido a la pandemia del COVID-19 |
| Guard1anes 2020     | Puebla F.C. Sub-17                                  | 3-1                                                 | Club Necaxa Sub-17                                  |
| Guard1anes 2021     | C.D. Guadalajara Sub-17                             | 2-1                                                 | Atlas F.C Sub-17                                    |
| Apertura 2024       | Club Necaxa Sub-17                                  | 3-2                                                 | Santos Laguna Sub-17                                |
| Liga BBVA MX Sub-18 |                                                     |                                                     |                                                     |
| Apertura 2021       | C.F. Pachuca Sub-18                                 | 2-2 (4-3)                                           | Atlas F.C. Sub-18                                   |
| Clausura 2022       | Atlas F.C. Sub-18                                   | 4-1                                                 | Santos Laguna Sub-18                                |
| Apertura 2022       | Club América Sub-18                                 | 5-4                                                 | C.F. Pachuca Sub-18                                 |
| Clausura 2023       | C.F. Monterrey Sub-18                               | 2-2 (3-1)                                           | Cruz Azul Sub-18                                    |
| Apertura 2023       | C. U. Nacional Sub-18                               | 1-0                                                 | C.F. Monterrey Sub-18                               |
| Clausura 2024       | C.D. Guadalajara Sub-18                             | 3-1                                                 | Club Necaxa Sub-18                                  |
| Liga BBVA MX Sub-19 |                                                     |                                                     |                                                     |
| Apertura 2024       | C.F. Pachuca Sub-19                                 | 3-2                                                 | Club León Sub-19                                    |
| Clausura 2025       | Tigres UANL Sub-19                                  | 5-0                                                 | Club Toluca Sub-19                                  |

## Palmarés

### Sub-17
| Club                    | Campeón | Subcamp. | Años de los campeonatos                                |
| ----------------------- | ------- | -------- | ------------------------------------------------------ |
| C. D. Guadalajara       | 7       | 2        | A-2011, C-2012, A-2013, C-2014, A-2016, A-2019, C-2021 |
| C. F. Pachuca           | 3       | 5        | A-2012, C-2013, C-2016                                 |
| Atlas F. C.             | 3       | 4        | 2009-10, A-2010, C-2011                                |
| C. Santos Laguna        | 3       | 4        | A-2015, A-2017, C-2018                                 |
| C. F. Monterrey         | 2       | 2        | A-2014, C-2017                                         |
| C. América              | 2       | 1        | C-2015, A-2018                                         |
| C. Universidad Nacional | 1       | 2        | C-2019                                                 |
| C. Puebla               | 1       | -        | A-2020                                                 |
| C. Necaxa               | 1       | 1        | A-2024                                                 |
| C. D. Estudiantes Tecos | -       | 1        | -                                                      |
| Tigres de la UANL       | -       | 1        | -                                                      |

### Sub-18
| Club             | Campeón | Subcamp. | Años de los campeonatos |
| ---------------- | ------- | -------- | ----------------------- |
| C. F. Monterrey  | 1       | 1        | C-2023                  |
| C. F. Pachuca    | 1       | 1        | A-2021                  |
| Atlas F. C.      | 1       | 1        | C-2022                  |
| C. América       | 1       | -        | A-2022                  |
| C. U. Nacional   | 1       | -        | A-2023                  |
| C. Santos Laguna | -       | 1        | -                       |
| C. F. Cruz Azul  | -       | 1        | -                       |

### Sub-19
| Club              | Campeón | Subcamp. | Años de los campeonatos |
| ----------------- | ------- | -------- | ----------------------- |
| C. F. Pachuca     | 1       | 0        | A-2024                  |
| Tigres de la UANL | 1       | 0        | C-2025                  |
| Club León         | 0       | 1        | -                       |
| Club Toluca       | 0       | 1        | -                       |